# 林道七久保橋倉線
林道七久保橋倉線（りんどうななくぼはしくらせん）は、群馬県甘楽郡下仁田町七久保から御荷鉾スーパー林道までを結ぶ林道である。群馬県治山林道協会が管理する。
延長約10.4kmであり、下仁田側からは県道172号から分岐して平原集落へ向かう町道の先が起点となる。集落を過ぎた後は東へ大回りするかたちで御荷鉾山系の北側斜面を登り、八倉峠の東方で御荷鉾スーパー林道に接続して終点となる。そのため、北向きの眺望が良く、妙義山の山体も近くに望める。
東西に伸びる御荷鉾スーパー林道に対して南北から接続する数々の林道や、県道の一つである。

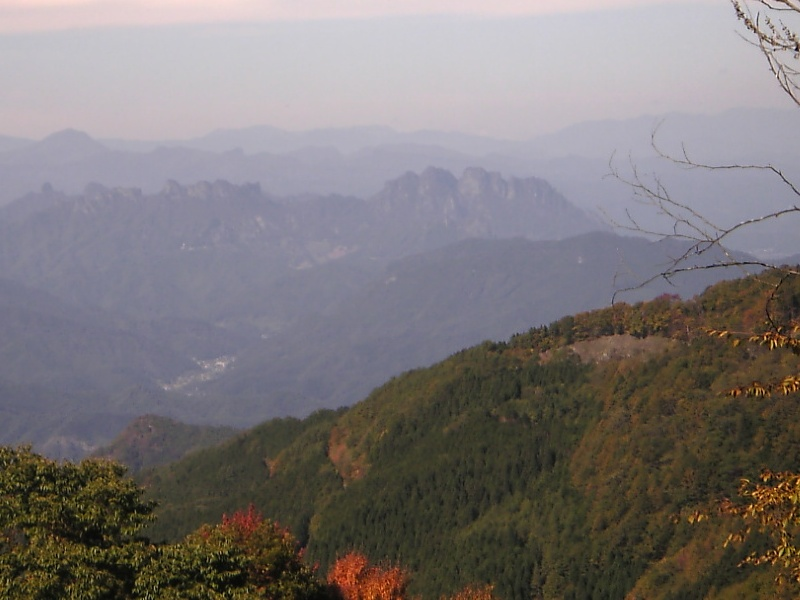
妙義山の眺望（2009年10月）
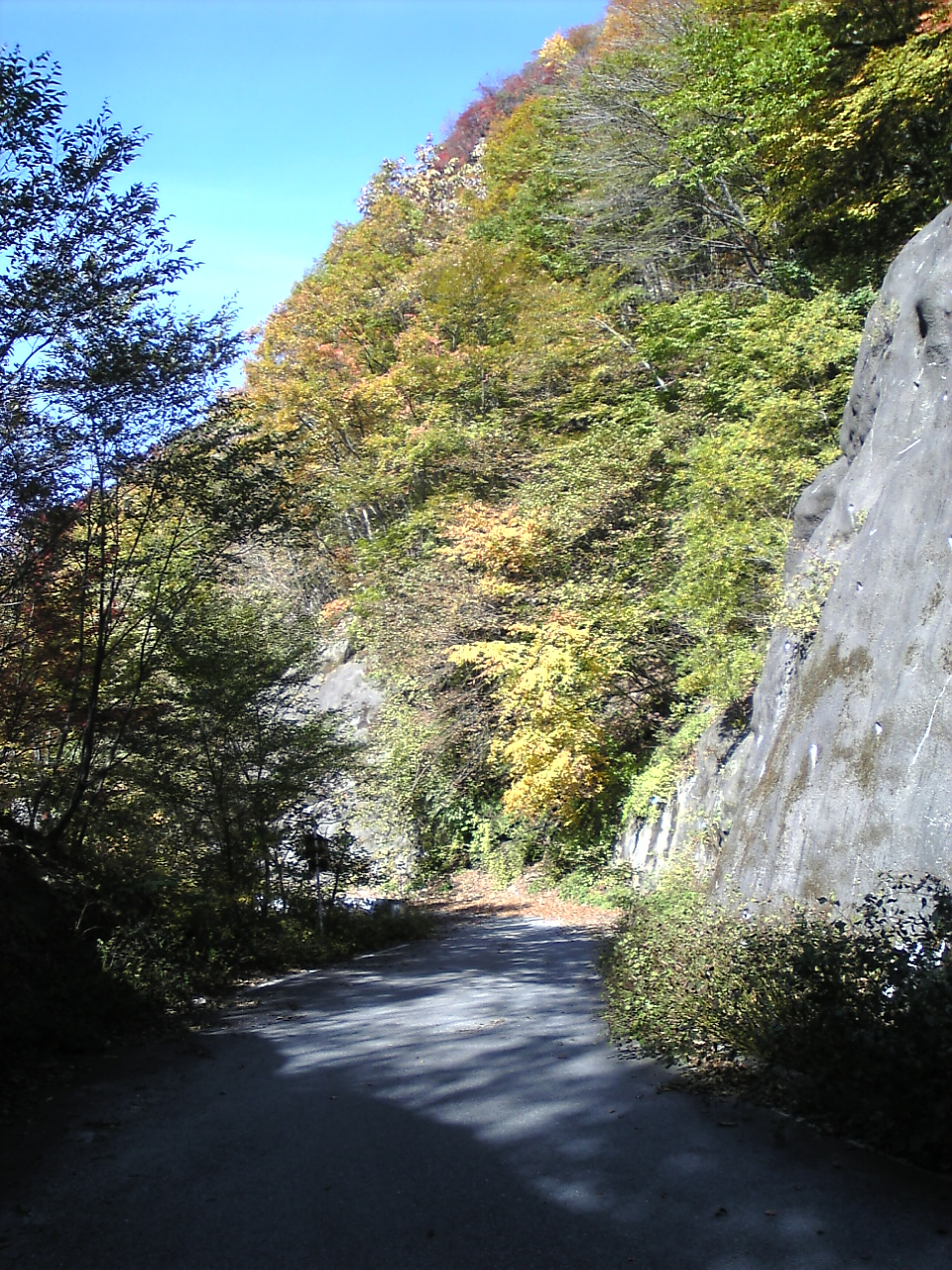
切り通し（2009年10月）
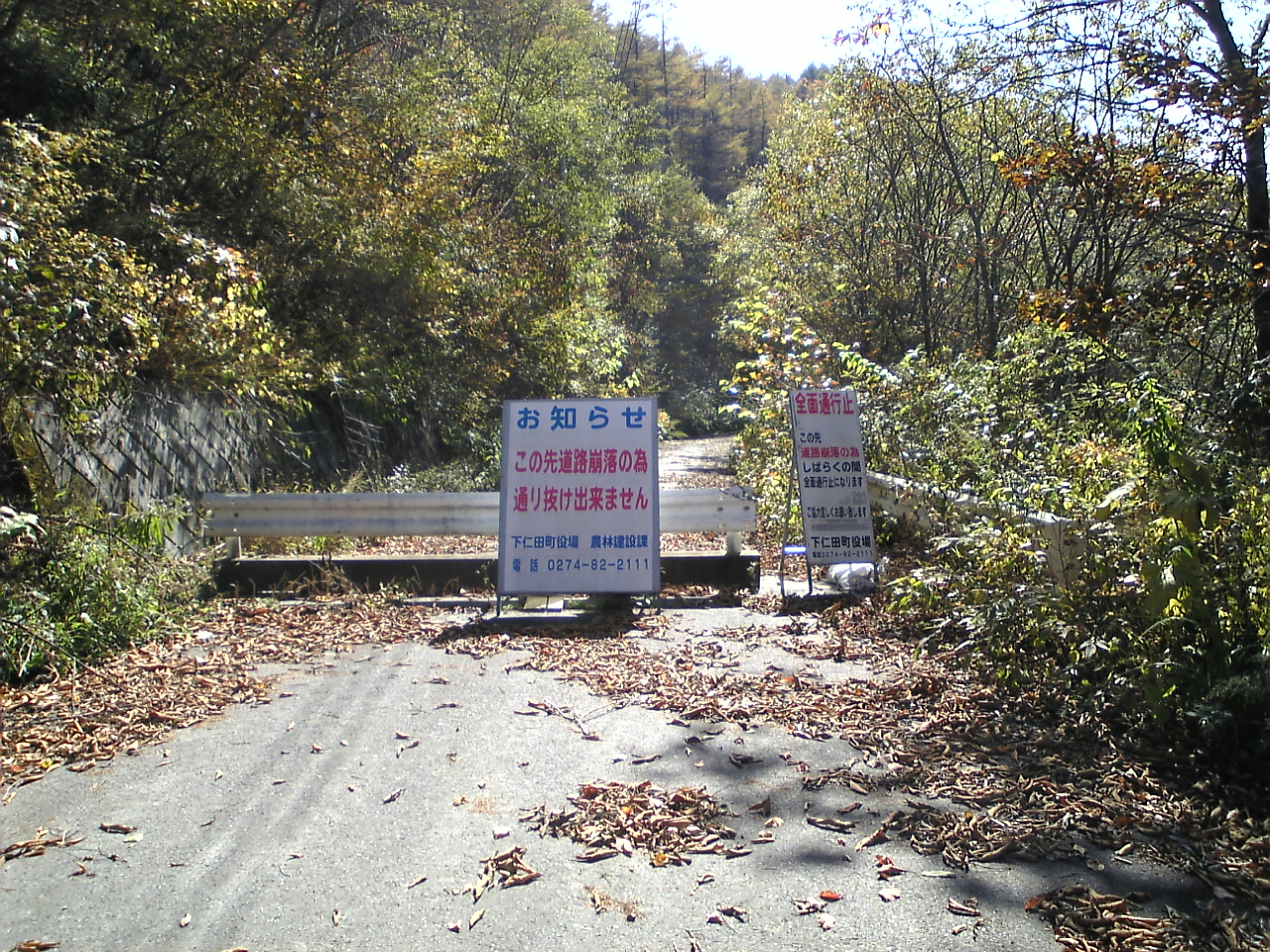
終点の御荷鉾スーパー林道の通行止ゲート（2009年10月）。2015年現在は復旧している。